# Place de la République (Mamoudzou)
Pour les articles homonymes, voir Place de la République.
La place de la République est la place piétonne est-centrale de la ville de Mamoudzou.